# Have Yourself a Merry Little Christmas
Have Yourself A Merry Little Christmas è una canzone scritta nel 1943 da Hugh Martin e da Ralph Blane (anche se, in un'intervista, Martin ha asserito che Blane gli avrebbe soltanto suggerito di comporre il brano, ma non avrebbe partecipato alla stesura)  ed incisa per la prima volta da Judy Garland, che la interpretò, l'anno successivo, nel film Incontriamoci a Saint Louis (Meet Me in Saint-Louis). 

In seguito, la canzone è stata incisa  anche da Frank Sinatra (1947, 1957, 1963), in una versione un po' cambiata (nel testo), che è diventata più popolare anche della precedente.
Nel film Incontriamoci a Saint Louis la canzone viene cantata in una scena in cui la famiglia protagonista, residente a Saint-Louis, è distrutta per l'imminente partenza del capofamiglia per New York, causa motivi di lavoro: il personaggio interpretato da Judy Garland canta così il brano la vigilia di Natale per rincuorare la sorellina affranta.

## Testo
Il testo è un invito a trascorrere un Natale gioioso, dimenticando le tristezze e le difficoltà e con la speranza di poter trascorrere molte altre festività accanto ai propri cari.